# Domingo (álbum de Titãs)
Domingo es el octavo álbum de estudio de la banda de rock brasileña Titãs, lanzado en 1995. El álbum cuenta con las colaboraciones de Herbert Vianna, Andreas Kisser, Igor Cavalera, João Barone y otros.

## Historia
Después de estar de vacaciones durante todo el segundo semestre de 1994 hasta marzo de 1995 para dar rienda suelta a los proyectos personales, como comunicados de solistas ( Nando Reis con CD 12 de Janeiro y Paulo Miklos con un álbum homónimo ) y el desarrollo de la carrera literaria (Tony Bellotto) , los Titãs se reunieron en abril de ese año para comenzar el trabajo que resulte en su noveno disco de su carrera y quitar de una vez por todas los rumores de que el grupo se había dividido, y de nuevo con Jack Endino contaría para la producción de nuevo material. Sintiendo que su popularidad y no compartir disminuyó en el primer semestre de 1990 , con la liberación de Tudo ao Mesmo Tempo Agora y Titanomaquia , la banda estaba lista para crear un repertorio más pop y menos agresivos que los registrados estos dos álbumes , aunque el apuesta del grupo en algunas canciones que suenan rock " pauleira " (como en las pistas "Uns Iguais aos Outros" y "Brasileiro" , este último grabado con miembros de Sepultura y tener un estilo de heavy metal que suena ) . El público, que en los últimos años era mayoritariamente masculina y enojado , volvería a ser más amplio con el lanzamiento de Domingo, lo que obviamente era más comercialmente exitosa que sus predecesores.

## Composiciones
Por primera vez, los Titãs trataron de escribir canciones para otros artistas en un disco, caso de "Eu Não Aguento" de la extinta banda Tiroteio y "Rock Americano " , miembros desde hace mucho tiempo la pareja repentistas Mauro y Quiteria conocida . El grupo también registró composiciones cantadas íntegramente en otros idiomas ( " Vámonos ", cantada por Sérgio Britto en español y " Ridi Pagliaccio ", interpretada por Branco Mello en italiano) , un hecho hasta ahora inéditos en su discografía. Y todavía había espacio para una adaptación de un dominio público humorístico poema, titulado " Um Copo de Pinga", que Britto puso música como chorinho  . Los temas tratados en las cartas extendidas entre la monotonía del Domingo , informó la pista del título , a la cuenta de la Banda de la rutina agotadora " salir a la carretera " para realizar una agotadora serie de conciertos en el " Turnê" . Esta canción fue grabada al igual que los Titãs eran más empresariados por Manoel Poladian , que en los años 1980 marcó muchas actuaciones de la banda en todo el Brasil que los músicos ni siquiera podían disfrutar de las vacaciones - y el agotamiento era inevitable. La política de programación presentaciones Poladian ser el mismo para los próximos cuatro años , con la banda y el gerente de terminar su segunda colaboración en 2000.
El sistema de créditos colectivos para las canciones de la banda , que estaba en boga en los dos álbumes anteriores , dejó de ser utilizado en Domingo, donde cada banda será firmado por sus autores . Está claro , a estas alturas , había un gran desequilibrio en relación con la participación de los miembros en el proceso de creación de nueva música . Sérgio Britto quizás resentido por el hecho de que no le dan crédito por algunas canciones de los Titãs que había hecho o contribuido (sensación de que él y otros miembros tenía desde la época en que Arnaldo Antunes fue parte de la banda) , fue el co -autor de casi todas las canciones de la propia cosecha , y querían dejarla implícita en las notas del nuevo álbum. Ya Nando Reis, aún temblando con el choque estético que sufrió durante la grabación de Titanomaquia, poco tiene que ver con el grupo durante la creación de repertorio , que aparece como co -autor de los tres temas ( con "O Caroço da Cabeça" - la única canción del disco en la que tomó la voz principal - uno de ellas) . Aunque los Titanes ya no sonaba como dos años antes de lo escatológico , las disparidades musicales en los últimos tiempos han afectado gravemente a la relación que el bajista, siendo muy influenciado por el estilo MPB tuvo con su grupo. Nando se hizo más distante a los colegas , a tal punto que solo mantenerse en contacto con Marcelo Fromer , el miembro más cercano a él durante la pre -producción de Domingo. Este fue el último álbum que Nando divide la música crédito con sus compañeros de banda . De MTV Unplugged hasta su último álbum con el grupo,A Melhor Banda de Todos os Tempos da Última Semana, el músico comenzó a escribir solo todas las canciones tenían que llenar el repertorio de cada trabajo.

## Temas del álbum
1. "Eu Não Aguento"
2. "Domingo"
3. "Tudo o que Você Quiser"
4. "Rock Americano"
5. "Tudo em Dia"
6. "Vámonos"
7. "Eu não vou dizer nada (Além do que eu estou dizendo)"
8. "O Caroço da Cabeça"
9. "Ridi Pagliaccio"
10. "Qualquer Negócio"
11. "Brasileiro"
12. "Um Copo de Pinga"
13. "Turnê"
14. "Uns Iguais aos Outros"
15. "Pela Paz"

## Personal
- Branco Mello: voz en 3, 5, 9, 11, 12 y 13, coros
- Charles Gavin: batería, samplers, programación rítmica
- Marcelo Fromer: guitarra eléctrica, guitarra acústica en 7, 12 y 15
- Nando Reis: bajo, voz en 8, coros, guitarra acústica en 8 y 12
- Paulo Miklos: voz en 2, 7, 10, 14 y 15, coros, teclados en 8, programación y edición de samplers, saxo en 9, batería en 12
- Sérgio Britto: teclados, voz en 1, 4, 6, 12 y 14, coros, tercera guitarra en 2 y 12
- Tony Belotto: guitarra eléctrica y guitarra acústica, guitarra slide en 15, guitarra dobro en 16

### Invitados
- Andreas Kisser: tercera guitarra en 11
- Herbert Vianna: guitarra solista en 8
- Igor Cavalera: segunda batería en 11
- João Barone: segunda batería en 7
- Marcos Suzano: percusión en 1, 10 y 13
- Sérgio Boneka: voz en 1
- Aureo Galli: samplers en 4
- Liminha: programación, batería, bajo, mandolina y guitarra acústica en 15, programación y samplers en 16

- Datos: Q5290338